# Qianjin, Dawalixi
Qianjin, Dawalixi (rus: Вперед, товарищи; xinès simplificat: 前进，达瓦里希, pinyin: Qiánjìn, Dáwǎlǐxī, literalment 'Avant, tovarish') és un curtmetratge d'animació xinés del 2013, realitzat per Wang Liyin de l'Acadèmia de Cinema de Beijing. La pel·lícula se centra en la caiguda de la Unió Soviètica com a tema principal, explicada des de la perspectiva d'una xiqueta. Com a Original Net Animation amb un rerefons polític, la pel·lícula va provocar reaccions de diversos públics.
Situada en l'era posterior a la caiguda de la Unió Soviètica, la protagonista és una jove sense nom que viu en un bungalow estratxat juntament amb diversos animals domesticats i li agrada jugar amb blocs de construcció. És amiga d’un gat anomenat camarada Vladimir, d’un pollastre anomenat camarada Fèlix i d’un ànec anomenat camarada Beriya. Sa mare és descrita com a mestra d'escola dins de la nostra pàtria socialista, que li diu que, encara que el seu treball no rep el suport de tothom, ningú no pot negar els mèrits de la seua idea, per la qual cosa el seu pensament mai no s'ensorrarà.
Al final sa mare li regala joguets americans, mentre la televisió en color mostra el discurs històric de Mikhail Gorbatxov dissolent formalment la Unió Soviètica, en una metàfora de l'ensorrament de la URSS.
La pel·lícula tingué una recepció polaritzada entre els internautes xinesos, amb comparacions entre el desenvolupament del comunisme a la Xina en contrast amb el de la URSS, i crítiques per blanquejar episodis de la història de Rússia com el terror roig i d'altres excessos.
La pel·lícula s'ha penjat a YouTube i a diversos llocs web russos, amb subtítols i fins i tot una versió doblada, havent-s'hi produit novament debats entre els internautes.